# Уршадинский сельсовет
Уршадинский сельсове́т — упразднённое в 2008 году сельское поселение в составе Аскинского района. Почтовый индекс — 452891. Код ОКАТО — 80204849000. Объединен с сельским поселением  Урмиязовский сельсовет. Деревня Уршады — административный центр, деревня Дульцевка. В 1981 году исключена и упразднена д. Шулаковка (Указ Президиума ВС Башкирской АССР от 14.09.1981 N 6-2/327 «Об исключении некоторых населенных пунктов из учетных данных по административно-территориальному делению Башкирской АССР»), в 1986 году — деревни Анастасьино и Швея (Указ Президиума ВС Башкирской АССР от 12.12.1986 N 6-2/396 «Об исключении из учетных данных некоторых населенных пунктов»)
Закон Республики Башкортостан от 19.11.2008 N 49-з «Об изменениях в административно-территориальном устройстве Республики Башкортостан в связи с объединением отдельных сельсоветов и передачей населённых пунктов», ст.1 п.4б) гласил:
 "Внести следующие изменения в административно-территориальное устройство Республики Башкортостан:
 б) объединить Урмиязовский и Уршадинский сельсоветы с сохранением наименования «Урмиязовский» с административным центром в селе Урмиязы.
Включить деревни Дульцевка, Уршады Уршадинского сельсовета в состав
Урмиязовского сельсовета.

Утвердить границы Урмиязовского сельсовета согласно представленной схематической карте.

Исключить из учётных данных Уршадинский сельсовет;
На 2008 год граничил с муниципальными образованиями: Кунгаковский сельсовет, Султанбековский сельсовет, Кашкинский сельсовет, с Пермской областью («Закон Республики Башкортостан от 17.12.2004 N 126-з (ред. от 19.11.2008) „О границах, статусе и административных центрах муниципальных образований в Республике Башкортостан“»).